# Йожеф Закаріаш
Йожеф Закаріаш (угор. Zakariás József, 25 березня 1924, Будафок — 22 листопада 1971, Будапешт) — угорський футболіст, що грав на позиції захисника, зокрема, за клуб МТК, а також національну збірну Угорщини, півзахисника. По завершенні ігрової кар'єри — тренер.
У складі збірної — олімпійський чемпіон Гельсінкі. Дворазовий чемпіон Угорщини. Володар Кубка Мітропи. 

## Клубна кар'єра
Народився 25 березня 1924 року. Вихованець футбольної школи клубу Budafoki MTE.
У дорослому футболі дебютував 1941 року виступами за команду «Кабельдьяр», в якій провів три сезони. 
Протягом 1944—1950 років захищав кольори команди «Гамма Будапешт».
Своєю грою за останню команду привернув увагу представників тренерського штабу клубу МТК, до складу якого приєднався 1951 року. Відіграв за клуб з Будапешта наступні п'ять сезонів своєї ігрової кар'єри.
Завершив професійну ігрову кар'єру у клубі «Егіетертеш», за команду якого виступав протягом 1957—1958 років.

## Виступи за збірну
1947 року дебютував в офіційних матчах у складі національної збірної Угорщини. Протягом кар'єри у національній команді провів у її формі 35 матчів.
У складі збірної був учасником  футбольного турніру на Олімпійських іграх 1952 року у Гельсінкі, здобувши того року титул олімпійського чемпіона.
У складі збірної був учасником чемпіонату світу 1954 року у Швейцарії, де зіграв з ФРН (8-3), в чвертьфіналі з Бразилією (4-2), в півфіналі з Уругваєм (4-2) і в фіналі з ФРН (2-3). Здобув звання віце-чемпіона світу.

## Кар'єра тренера
Розпочав тренерську кар'єру невдовзі по завершенні кар'єри гравця, 1959 року, очоливши тренерський штаб клубу «Сігенцзентміклоші».
1961 року став головним тренером національної команди Гвінеї, яку тренував сім років.
Останнім місцем тренерської роботи був клуб «Медос Ердерт», головним тренером команди якого Йожеф Закаріаш був з 1968 по 1971 рік.
Помер 22 листопада 1971 року на 48-му році життя у місті Будапешт.

## Титули і досягнення

### Збірна
- Олімпійський чемпіон: 1952
- Віце-чемпіон світу: 1954
- Володар Кубка Центральної Європи: 1953

### Клуб
- Чемпіон Угорщини (2):

МТК: 1951, 1953
- Володар Кубка Угорщини (1):

МТК: 1951—1952
- Володар Кубка Мітропи (1):

МТК: 1955